# Miloš Seifert
Miloš František Seifert (8. ledna 1887 Sušice – 3. prosince 1941 Bechyně) byl středoškolský učitel, přírodovědec, spisovatel, překladatel a především otec československého woodcrafterského hnutí. Používal též pseudonymy: Vojvoda, Balú, Černý Medvěd, Woowotanna, St. Orlovský, Svatoborský. Propagoval kromě woodcraftu také zdravý životní styl, vegetariánství, pacifismus, buddhismus, ekologii a ochranu přírody.

## Život
Otec Emil Seifert (1856–1926) byl ředitelem Měšťanské školy v Sušici, matka Marie Karolina roz. Poláčková (1854–1930) byla učitelkou na dívčí obecné škole. Měl tři starší sourozence (Marie, Ladislav, Jaroslav), kteří se stejně jako on stali pedagogy.
V červnu 1919 se Miloš Seifert oženil s učitelkou a medičkou Antonií Paterovou. Učil na gymnáziích (Beroun, Dolný Kubín) a reálce v Příbrami.
Miloš Seifert zemřel 3. prosince 1941 v Bechyni na mozkový nádor ve věku 54 let.

## Působení ve woodcrafterském hnutí

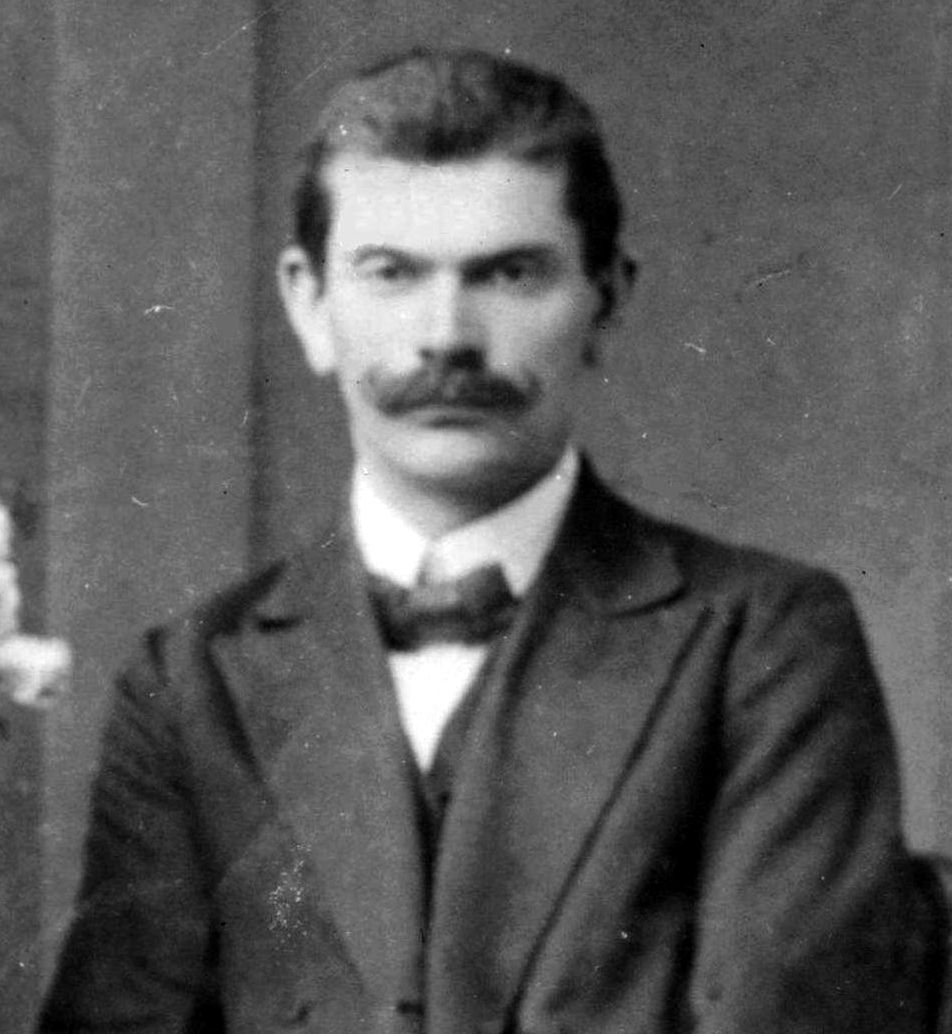
Miloš Seifert roku 1917

### Obec Psohlavců
Po vzoru A. B. Svojsíka založil již roku 1911, společně s kolegou Ferdinandem Pakostou, oddíl skautů na berounském gymnáziu, Jako profesor přírodopisu vedl také „Kroužek přátel přírody“, se kterým podnikal výlety spojené s poznáváním přírody a tábořením. To se již přelévala vlna zájmu o anglické skautské hnutí v pedagogických kruzích z Německa i k nám.
Díky Seifertovi a jeho kolegovi Miloši Maixnerovi odvrátil berounský oddíl záhy svou pozornost od vojáka Robert Baden-Powella k Setonovi, který pacifisticky zaměřeným pedagogům imponoval víc. V první polovině roku 1913 zakoupil Seifert "The Book of Woodcraft" a "Two Little Savages", podle kterých začal berounský oddíl „Dětí Živěny“ od letního tábora pracovat, jako první woodcrafterský kmen na evropské půdě. Ve stejnou dobu v Praze profesor Bořivoj Müller a Seifertův spolužák Jan Hořejší založili oddíly Psohlavců. Ty se zanedlouho odtrhly od Svojsíkovy skupiny a vstoupily pod záštitu spolku Záchrana. Oba spolužáci spolu udržovali úzké kontakty již od roku 1907, kdy společně vydávali, po dobu tří let, studentský časopis Úsvit.
Roku 1915 založily spřátelené junácké skupiny z Prahy, Berouna, Příbrami, Plzně, Loun a dalších míst „Obec Psohlavců“, která byla konkurencí Svojsíkovu Junáku. Vydávaly vlastní časopis Psohlavec, rozmnožovaný hektograficky. Po převratu roku 1918 založili někteří vůdci Obce Psohlavců samostatnou oficiální organizaci Děti Svobody. Počátkem roku 1919 byl proveden neúspěšný pokus o začlenění všech junáckých skupin do jednotného Svazu skautů. Již během léta byla obnovena Obec Psohlavců, která dál pracovala samostatně.

### Dolný Kubín a Družina Horních chlapců
V září 1919 Seifert, nejspíš pod vlivem svého švagra Václava Patery, který už na Slovensku krátce učil, odešel učit na reálné gymnázium do Dolného Kubína. Zde Seifert založil družinu Horních chlapců, kterou vedl jeho student Ján Čaplovič. Vznik woodcrafterského kmene na Slovensku vedl k tomu, že Obec Psohlavců na svém listopadovém sjezdu v Berouně přijala rozšíření názvu na Československá obec junácká Psohlavci – Horní chlapci. Na Slovensku ve stejnou dobu působil také Jan Hořejší, který rovněž založil v Košicích družinu, ale vstoupil s ní do konkurenčního Svazu skautů. Názory jednotlivých vůdců na vztah ke Svojsíkovu Svazu skautů se začaly odlišovat.
Během svého pobytu na Slovensku Seifert začal pracovat na monumentální příručce Přírodou a životem k čistému lidství, vycházející ze Setonovy The Book of Woodcraft, která by dala Psohlavcům vlastní program. Seifert už tou dobou věděl, jak v USA odstranili z vedení Boy Scouts of America Setona a viděl jak Baden-Powell pozvolna strhává ve skautském hnutí veškerou pozornost výhradně na svou osobu. Proto chtěl zabránit asimilaci Psohlavců se Svazem skautů. Roku 1921 navázal písemný kontakt se Setonem, který byl důležitý pro další směřování Psohlavců.

### Od Zálesácké ligy k Lize lesní moudrosti
V roce 1922 došlo k rozštěpení Obce Psohlavců, kdy jedna část (Hořejší, Pokorný) vstoupila do Svazu skautů; druhá část pod vedením Seiferta založila woodcrafterskou organizaci Zálesácká liga Československá, která se po roce přejmenovala na Ligu Lesní moudrosti. Organizace vydávala vlastní časopis Vatra a zpravodaj Hlasatel. Seifert ji vedl do roku 1924, kdy založil Woodcrafterský klub, později přejmenovaný na Ligu pro výchovu přírodou Moudrost lesa a v roce 1926 se stal jejím náčelníkem Vydal jedno číslo oficiálního časopisu Lesní moudrost, ale pro finanční potíže se později musí spokojit se zpravodajem Hlasatel Moudrosti lesa, tištěným hektograficky. Od roku 1927 podnikal tehdejší náčelník LLM Jaroslav Šimsa kroky k opětovnému sjednocení woodcraftu v Československu, pro jeho dlouhodobou nemoc došlo ke sjednocení až na podzim 1928. Náčelníkem nové Ligy československých woodcrafterů byl zvolen Miloš Seifert.
Na jaře 1931 se Miloš Seifert vzdal náčelnictví Ligy lesní moudrosti a až do své smrti působil v čestné funkci Strážce totemu. Čekal na veřejné uznání svých zásluh (kterého se však nedočkal) do r. 1936, kdy o Vánocích navštívil ČSR sám zakladatel woodcraftu Ernest Thompson Seton. Přesto až do své smrti neúnavně propagoval Setonovo hnutí, publikoval v tisku, vydával knihy, překládal.

## Dílo
- Kapesní knížka českých junáků: stručný přehled nejdůležitějších znalostí a výkonů, jakož i potřeb skauta v zemích českých, Nákladem vlastním, 1913, společně s M. Maixnerem
- Přírodou a životem k čistému lidství. Příručka českých junáků, Dědictví Komenského, 1920
- Základy kmenového zřízení pro chlapce a děvčata. Návrh samosprávy mládeže, Zálesácká liga československá, 1922 – přepracovaná příručka E. T. Setona pro české prostředí
- U básníka Frederika van Eedena, B. Kočí, 1922, vyšlo v Nizozemsku jako Herinneringen aan Holland. Op bezoek bij de dichter Frederik van Eeden (Boekhandel Comenius, 2003)
- Osvobozené mládí, Melantrich, 1923
- Svitek březové kůry, B. Kočí, 1925 – přepracovaná příručka E. T. Setona pro české prostředí
- Woodcraft, Nákladem vlastním, 1927
- Radostná škola: kapitoly o činné škole v cizině a o budoucí škole naší, R. Promberger, 1929
- Rok v přírodě, Liga čsl. woodcrafterů, 1929
- Vidoucí oči. Kniha výzkumů v přírodě pro mládež, Společnost Českoslov. červeného kříže, 1930, vyšlo slovensky jako S otvorenými očami. Kniha výskumov v prírode pre mládež, 1935
- Den v táboře. Z táborové kroniky letošní, Slunovrat, 1934
- Henry D. Thoreau, filosof přírody, Společnost Českoslov. červeného kříže, 1934
- John Ruskin. Apoštol pravdy a krásy, Josef Svoboda, 1937
- Ahimsa, Šrámizdat, 1991 (přepis rukopisu z roku 1934)